# Миграционная политика Европейского союза
Миграционная политика Европейского союза — это совокупность принципов, норм и методов, используемых странами-членами Европейского союза с целью урегулирования его миграционных процессов.
Регулирование миграционного кризиса, вызванного экономической и политической нестабильностями в ряде стран Ближнего Востока, Северной и Восточной Африки, стало одной из ключевых задач на международной арене, в частности, в деятельности Европейского союза.

## Основные принципы и направления миграционной политики Европейского союза

### Принцип солидарности
Одним из главных принципов миграционной политики является принцип солидарности, который выражается в уважении естественных прав человека, в координации политических и общественных сил в решении миграционного вопроса. По мнению бывшего председателя Европейской комиссии Жан-Клода Юнкера, для достижения солидарности необходима «коллективная ответственность» Европы.
Оказывая деятельную поддержку мигрантам, ЕС разрабатывает ряд операций. В частности, в ноябре 2014 года стартовал совместный проект нескольких стран ЕС (Голландия, Мальта, Испания, Португалия, Исландия, Литва, Франция и Финляндия), главная цель которого состояла в обеспечении патрулирования морских границ и спасении мигрантов в Средиземном море. Однако позже ряды «Тритона» пополнили другие страны — члены данного политико-экономического объединения, и численность государств-участников миссии достигла 21. Операция помогла Италии справиться с наплывом беженцев и способствовала спасению нескольких сотен мигрантов, которые ежедневно рисковали жизнью, чтобы любыми путями добраться до берегов Европы.
Однако не всегда принцип солидарности является приоритетным среди стран-членов Европейского союза в решении миграционного кризиса. Ещё до окончания общеевропейской миссии «Тритон» Лондон заявил о своём выходе из него. До утверждения Брюсселем данного проекта Лондон дал понять, что спасение беженцев не решит миграционную проблему. «Мы не поддержим запланированные поисковые и спасательные операции в Средиземном море», — заявила представительница британского министерства иностранных дел Джойс Энели. — «Мы думаем, что они создадут обратный эффект и побудят ещё большее количество мигрантов совершить опасное морское путешествие».
Также одной из главных задач ЕС, которая до сих пор стоит на повестке дня, является борьба с трафикёрами. Основная тактика торговцев людьми заключается в приобретении старых судов для передвижения нелегалов. И после выхода в открытое море экипаж бросает судно на произвол судьбы, чтобы в дальнейшем не быть задержанными. И по сей день трафикёрам удаётся уклоняться от ответственности за проводимые «рейсы в Европу».

### Расселение беженцев поеврозоне
22 сентября 2015 года страны — члены Европейского союза приняли решение о предоставлении национальных квот беженцам в Европе. Данный принцип был разработан с целью уменьшения миграционного давления в таких странах, как Италия и Греция. При расселении беженцев по еврозоне учитывались такие экономические и демографические показатели, как ВВП, население, уровень безработицы и количество уже рассмотренных заявлений о предоставлении убежища.
Европейский союз имеет широкую правовую базу, с помощью которой он распределяет беженцев в Европе. В настоящее время реализуется регламент «Дублин-3», пересмотренный и изменённый странами Европейского союза в 2016 году. Согласно регламенту, мигранты не могут выбирать, у какого государства просить убежище. Регламент позволяет просить статус беженца только у той страны, в которую мигранты въезжают первой. При этом, если возникнет желание сменить страну, мигрантам придется вернуться в исходный пункт прибытия.
Действие Дублинского регламента распространяется на следующие страны: Великобритания, Польша, Исландия, Чешская Республика, Австрия, Португалия, Ирландия, Дания, Бельгия, Румыния, Италия, Эстония, Болгария, Словакия, Латвия, Финляндия, Кипр, Словения, Литва, Франция, Испания, Люксембург, Германия, Швеция, Мальта, Греция, Швейцария, Норвегия, Венгрия, Нидерланды.
Помимо Дублинского соглашения ЕС соблюдает Конвенцию о статусе беженцев 1951 года, которая является главным законодательным актом в установлении статуса и прав беженца. Согласно ключевым положениям, главным аппаратом в регулировании ситуаций с беженцами являются государственные структуры власти. Они обязаны сохранять права и свободы вынужденных переселенцев и беженцев, но при этом следить за созданием такого правового положения, которым пользуются все иностранцы, прибывшие в чужую страну на общих основаниях.

### Социальная адаптация мигрантов в Европе
Большинство прибывающих в Европу мигрантов относятся к различным этническим общностям, которые имеют свою культуру, своё историческое прошлое. Европейский союз оказывает финансовую поддержку странам ЕС, которые разрабатывают и проводят мероприятия по адаптации ислама к современным, демократическим ценностям. Прежде всего беженцам предоставляются пособия. Согласно Европейскому законодательству, запросивший убежище на период рассмотрения своего дела имеет право легально жить, учиться, работать в Европе, получать пособие (до 550 евро в месяц на человека в зависимости от страны).

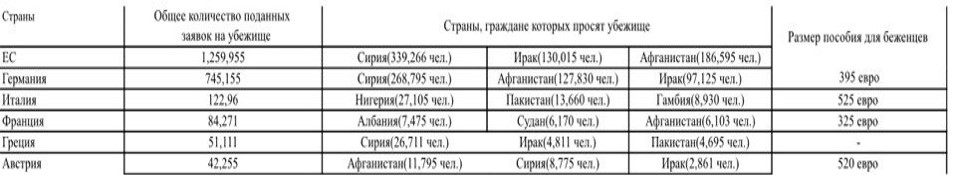
Приём беженцев в ЕС в 2016 году

Нидерланды. Власти Нидерландов призывают мигрантов участвовать в общественных мероприятиях, способствующих изучению писаных и неписаных правил, норм поведения в обществе. Местная система предусматривает социальную помощь в виде бесплатных курсов по изучению голландского языка, но с одним условием: если беженцы не будут прикладывать усилия, заниматься и стараться адаптироваться в современное общество, то государство может наложить на них санкции. «Каждый беженец получает от правительства кредит в 10 тысяч евро на оплату курсов языка. После трёх лет обучения, если человек успешно сдаст экзамен, кредит ему списывают. Если экзамен не сдан, что ж, придется возвращать деньги государству», — поясняет координатор курсов по изучению голландского языка беженцами Л. Троост».

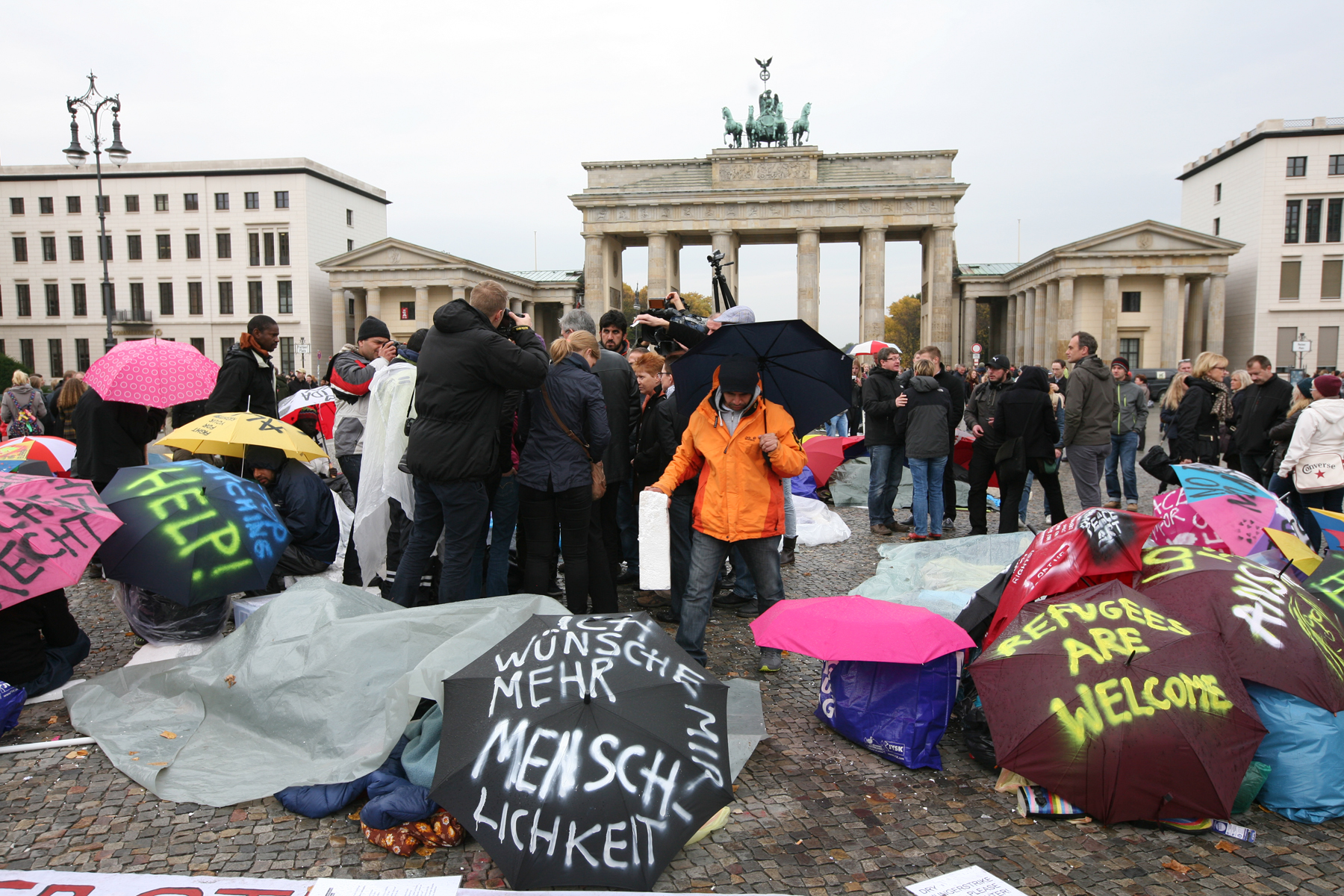
Волна мигрантов в ФРГ

Германия. Германия является одним из лидеров по количеству принявших за 2015—2016 года мигрантов. Именно поэтому данное государство активно разрабатывает проекты, призванные обеспечить интеграцию беженцев в демократическое общество. Германия уделяет большое внимание обучению языку, мигрантам часто предлагают интенсивные курсы. В среднем же беженцам дают 600—900 часов языка, и это намного больше, чем в других странах ЕС.
Великобритания. Лондон проводит как профориентационные, так и психологические работы с беженцами. Оказывается консультация по выбору профессии, социальные службы помогают в трудоустройстве. Психологическая работа социальных служб заключается в терапевтической помощи и  устранением последствий стрессовых состояний.

## Ключевые службы (агентства)Евросоюза, участвующие в решении миграционного вопроса

### FRONTEX
FRONTEX — это агентство Европейского союза по безопасности внешних границ.
В задачи данного агентства входят:
- мониторинг управления внешними границами;
- отслеживание миграционных потоков;
- борьба с организованной трансграничной преступностью и терроризмом на внешних границах путем оказания поддержки государствам-членам (сотрудничество с Европолом и Евроюстом).

Миссия «Тритон» и операция «Посейдон» (Poseidon Rapid Intervention), направленные на «поддержку Греции в связи с беспрецедентным числом мигрантов, прибывающих на острова», — были совершены благодаря организационной деятельности FRONTEX.
В декабре 2016 года данное агентство проводило обучение ливийских офицеров правоохранительных органов на море. Цель обучения — подготовка и планирование деятельности по поддержанию правопорядка и борьба с контрабандой и торговлей людьми.
В апреле 2017 года FRONTEX в результате поисково-спасательной операции в Средиземном море спас более 1400 мигрантов.

### EASO
EASO — это Европейская служба поддержки лиц, претендующих на получение убежища. К основным задачам данной службы относят:
- Организация поддержки и помощи беженцам по предоставлению убежища;
- Содействие и стимулирование совместных действий и обеспечение согласованности в области предоставления убежища;
- Контроль за соблюдением ответственности государств-членов и их решений по предоставлению убежища;
- Организация общеевропейского анализа и оценки данных по предоставлению убежища.

Согласно годовому отчету EASO, в 2016 году было подано почти 1,3 миллиона заявлений о предоставлении международной защиты, что на 7 % меньше по сравнению с 2015 годом (почти 1,4 миллиона заявлений). Наибольшее число просителей убежища составили граждане Сирии, Афганистана, Ирака, Пакистана и Нигерии. Основными принимающими странами были Германия, Италия, Франция, Греция и Австрия.

## Сотрудничество Европейского союза с общественными и политическими институтами в решении миграционного вопроса

### Соглашение ЕС с Турцией
В 2016 году Европейский союз и Турция подписали соглашение о мерах по урегулированию миграционного кризиса. Как отмечает аналитическое издание EurActiv, сторонницей сделки была канцлер ФРГ Ангела Меркель, назвавшая её «первым реальным шансом» остановить миграционную волну. Среди сторонников доработки были глава Евросовета Дональд Туск и глава Еврокомиссии Жан-Клод Юнкер. Целями данного сотрудничества являются «разрушение бизнес-модели контрабандистов» и предложение «альтернативного пути с наименьшим риском» по переправе мигрантов.
Данное соглашение включает в себя следующие обязательства:
1) Все нелегальные мигранты, начиная с 20 марта 2016 года, будут высылаться из Греции обратно в Турцию. Это будет происходить в полном соответствии с ЕС и международным правом. Это будет временная и чрезвычайная мера, которая необходима, чтобы положить конец страданиям людей и восстановить общественный порядок. Стоимость операции по возвращению нелегальных мигрантов будет покрыта за счет бюджетных средств ЕС.
2) Турция предпримет все необходимые меры для предотвращения новых морских и сухопутных незаконных путей миграции из Турции в ЕС и будет сотрудничать с соседними государствами, а также с ЕС на этот счет.
3) Выполнение плана по ослаблению визового режима для турецких граждан вступит в силу не позднее конца июня 2016 года при условии, если Турцией будут выполнены все обязательства, прописанные ЕС.
4) ЕС постарается побыстрее выплатить Турции ранее обещанные 3 млрд евро и организует дополнительное финансирование на такую же сумму. Второй транш должен быть получен Анкарой в 2018 году.
5) ЕС и его государства-члены будут сотрудничать с Турцией в каких-либо совместных усилиях по улучшению гуманитарной ситуации в Сирии.
6) В обмен на каждого сирийского мигранта, возвращенного в Турцию из Греции, другой сирийский беженец должен быть размещен в одной из стран ЕС. Размещение мигрантов в ЕС, как утверждается авторами документа, должно проходить, исходя из принципа ООН по первоочередной помощи наиболее уязвимым слоям населения.
7) Евросоюз и Турция обязуются придать новый импульс процессу вступления страны в содружество.
Данное соглашение подверглось критике и вызвало ряд вопросов у правозащитников, в частности у Amnesty International (движение за соблюдение прав человека). Данное движение назвало соглашение между ЕС и Турцией безумием, «чёрным днём для человечества». «До сих пор не было ни одной жалобы на то, как Турция обращается с беженцами. Международные наблюдатели неоднократно отмечали, что Турция отменно справляется с ситуацией: у беженцев есть комфортабельное жильё, школы, горячая кухня. Я лично подписал закон, предоставляющий беженцам право на работу», — заявил, в свою очередь, премьер Турции Ахмет Давутоглу. Именно эти слова турецкого премьера вызвали общественное возмущение, и были восприняты международными правозащитниками как насмешка.
В 2017 году Турция являлась мировым лидером по количеству принятых беженцев (более 3,5 миллионов).

### Европейский союз и УВКБ ООН
В конце 2016 года Верховный комиссар ООН по делам беженцев (УВКБ) Филиппо Гранди призвал Европейский союз пересмотреть нормативные акты, касающиеся обращения с беженцами. УВКБ направил Европейскому союзу предложение, которое касалось создания единой европейской системы регистрации беженцев и мигрантов. Также УВКБ призвал особо обратить внимание на прибывающих из стран Азии, Африки несовершеннолетних и выработать единый подход к решению проблем детей, которые оказались без сопровождения взрослых.
В 2015 году при содействии УВКБ ООН между странами-членами ЕС было подписано соглашение, согласно которому к сентябрю 2017 года в страны Европы планировалось переселить 160 тысяч беженцев, в том числе 106 тысяч беженцев, нашедших временный приют в Греции и Италии. Однако к концу сентября 2017 года было переселено всего около 30 тысяч человек. УВБК ООН призвал Европейский союз выполнить свое обещание, соблюдая при этом права беженцев.

### ЕС и «Врачи без границ»
«Врачи без границ» (Médecins Sans Frontières) это международная независимая гуманитарная медицинская организация, предоставляющая неотложную помощь жертвам вооруженных конфликтов. С 2015 года данное агентство проводит поисково-спасательные операции в Средиземном море, строго соблюдая все международные, морские законы и собственный кодекс поведения: хартию MSF, основанную на медицинской этике и гуманитарных принципах.
- MSF работает в Сербии с конца 2014 года, оказывая медицинскую и психологическую помощь, обеспечивая временное жилье, водоснабжение и санитарные системы в пунктах въезда и выезда. В январе 2016 года в Белграде была открыта мобильная клиника, которая оказывает первичную медицинскую и психологическую помощь тем, кто оказался в неформальных поселениях в центре города.
- В 2016 году «Врачи без границ» совместно с организацией SOS Mediterranée проводили поисково-спасательные операции. По состоянию на 29 ноября были спасены в общей сложности 19 708 человек. По меньшей мере каждый седьмой мигрант в Средиземном море был спасен при помощи MSF.
- Сентябрь 2016 — апрель 2017 года. MSF открыла в шведском городе Йетене проект по оказанию психологической и психосоциальной поддержки лицам, ищущим убежища.

### Проблемы сотрудничества ЕС и НАТО
В 2016 году с инициативой привлечь НАТО в урегулировании миграционного кризиса в Европе выступила канцлер Германии Ангела Меркель. Однако глава МИД ФРГ Франк-Вальтер Штайнмайер не одобрил данное предложение: «НАТО не может играть никакой роли в деле упорядочения миграции беженцев».
В итоге силы НАТО все же были подключены к решению миграционного вопроса. Северо-Атлантический Альянс начал военную операцию в Эгейском море против контрабандистов, из-за которых в Европу прибывают тысячи беженцев. Эгейское море является главном маршрутом, ведущим из Сирии в Евросоюз через территорию Турции.
НАТО в Эгейском море осуществляет разведку, мониторинг и наблюдение за текущей обстановкой и передает необходимую информацию представителям береговой охраны, а также властям Греции и Турции.

## Основные проблемы, вызванные несогласованностью действий стран-членов Европейского Союза
Принцип расселения беженцев по квотам оправдал себя не во всех странах — членах Европейского союза. Из всех стран ЕС больше всего беженцев приняла Мальта, Финляндия заполнила свою квоту на 94 %, Ирландия — на 92 %. На долю Польши и Венгрии приходилось соответственно 7 тыс. и 1,3 тыс. беженцев, но они не приняли ни одного.
В 2015 году Венгрия и Словакия обратились в суд с целью оспорить решение, которое обязывало членов ЕС принять 120 тыс. беженцев, прибывших в Грецию и Италию, с целью снизить миграционное давление в этих странах. Словакия и Венгрия считали, что решение о перемещении беженцев принималось с нарушениями установленных процедур, и оно никак не сможет помочь разрешить миграционный кризис. В сентябре 2017 году Европейский суд вынес окончательный вердикт и отклонил иски двух государств.
В июне 2017 года Чехия официально отказалась принимать у себя беженцев. Это решение было принято в связи с обострением ситуации с безопасностью в стране. В МВД Чехии пояснили, что столкнулись со сложностями при проверке беженцев, которые находятся во временных лагерях Италии и Греции.

## Антимиграционные движения

### Движение PEGIDA
PEGIDA (Patriotische Europaer Gegen die Islamisierung des Abendlandes, «Европейские патриоты против исламизации Запада») — это политическое движение, зародившееся в Дрездене в 2015 году. В течение нескольких лет данное движение нашло большое число сторонников в других странах — членах ЕС. Участники акции выступают против установления в демократических европейских странах «исламского фундаментализма», а также критикуют политику «открытых дверей» канцлера Германии Ангелы Меркель. Главные лозунги PEGIDA: «За сохранение нашей (европейской) культуры», «Против религиозного фанатизма».
Данное движение имеет и ряд противников, которые обвиняют PEGIDA в ксенофобии и расистских лозунгах. «Мне всё это не нравится, потому что они говорят, что они не расисты. Но это не так. И это не честно — обвинять всех мусульман, если несколько человек устроили теракты. Несправедливо обвинять в этом всё мусульманское сообщество», — возмущается участница митинга против демонстраций PEGIDA Дороте Гулдфельдт.

### Движение «Закрыть границы»
В 2016 году в Хельсинки прошли демонстрации движения «Закрыть границы» против мигрантов. Участники акции считали, что финнам прежде всего следует обращать внимание на нужды собственных граждан, а не мигрантов. Главный лозунг движения: «Центры приема — финским бездомным, террористы — вон из Финляндии!»
По данным миграционной службы, в Финляндию в 2015 году приехало порядка 32,5 тыс. беженцев из разных стран.

## Статистика миграции беженцев и особенности предоставления убежища

### Миграционное давление

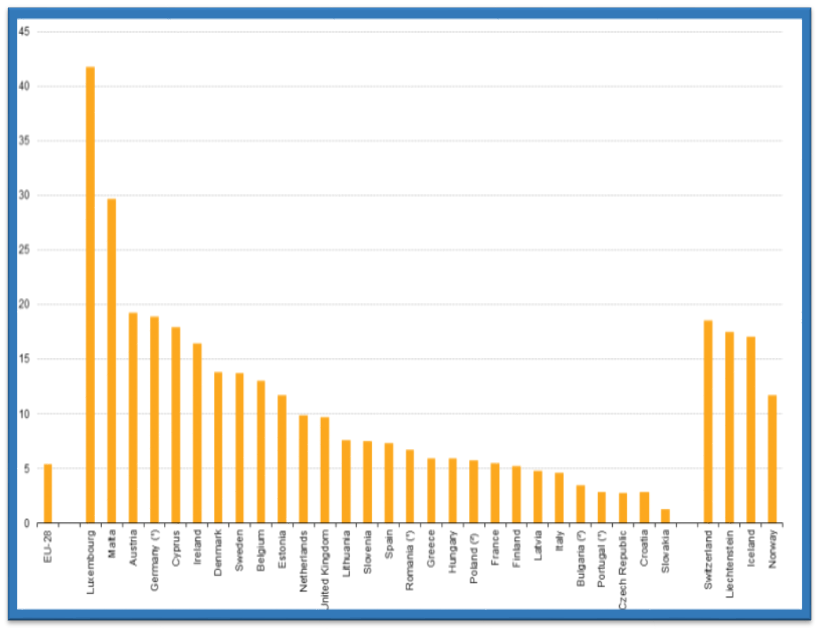
Миграционное давление в странах Европейского союза, 2015 год

В общей сложности 4,7 миллиона человек иммигрировали в одно из 28 государств-членов ЕС в течение 2015 года, в то время как по меньшей мере 2,8 миллиона эмигрантов, как сообщалось, покинули государство-член ЕС.

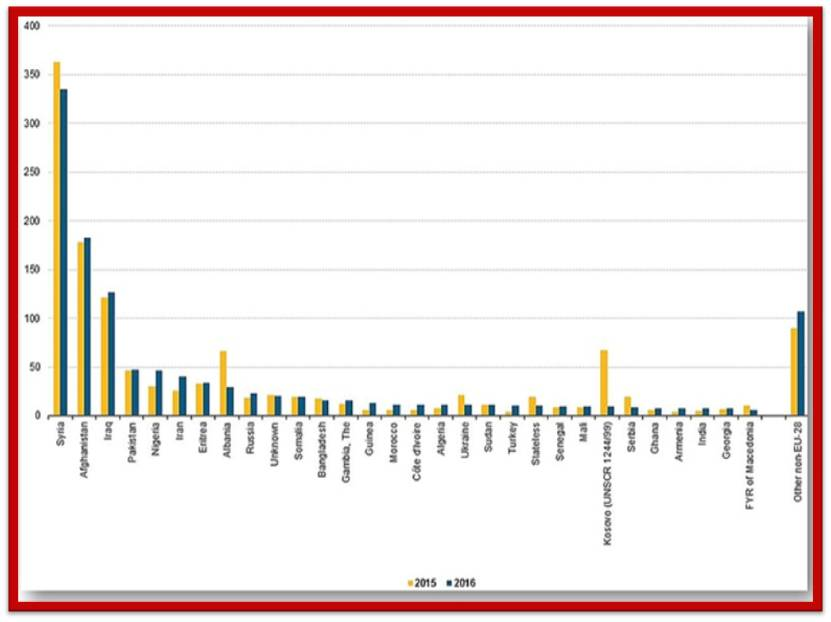
Страны, граждане которых ищут убежище в странах ЕС

Германия сообщила о наибольшем общем количестве иммигрантов (1 543,8 тыс.) в 2015 году, за ней следует Великобритания (631,5 тыс.), Франция (363,9 тыс.), Испания (342,1 тыс.) и Италия (280,1 тыс.). В общей сложности 17 государств-членов ЕС сообщили о большей иммиграции, чем об эмиграции в 2015 году, однако в Болгарии, Ирландии, Греции, Испании, Хорватии, Кипре, Польше, Португалии, Румынии, Латвии и Литве число эмигрантов превысило число иммигрантов.

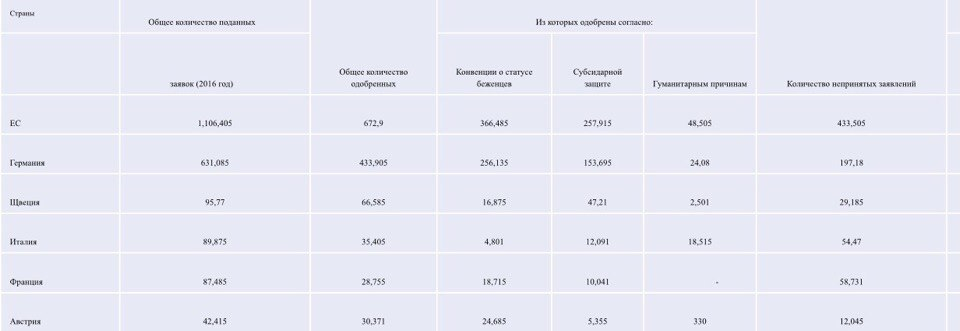
Количество принятых и отказанных заявлений о предоставлении убежища беженцам (2016)

### Общее количество принятых и отказанных заявлений о предоставлении убежища
Общее число принятых в ЕС заявлений составило 1.106.405. Из них было принято 672.900 заявлений, отклонено — 433.505.
Основными предпосылками предоставления беженцам убежища стали:
- Конвенция о статусе беженцев 1951 года
- Субсидарная защита
- Гуманитарные причины

## Мнение политических и экономических деятелей на действия ЕС по урегулированию миграционного кризиса

### Пьер Вимон — старший научный сотрудник Европейского Центра Карнеги (Брюссель)
В своей статье Пьер Вимон «Миграция в Европу: преодоление кризиса солидарности» подчеркивает, что Европейцы не смогли распознать признаков надвигающейся миграционной катастрофы и не сумели принять адекватные меры, «поскольку до этого момента избегали поиска общего ответа на миграционный вызов». По мнению старшего научного сотрудника Европейского Центра Карнеги, фактор, который значительно усложнил урегулирование миграционного кризиса, — «бурная эмоциональная реакция населения европейских стран».
П. Вимон положительно оценивает операцию ЕС по перекрытию миграционного маршрута через Западные Балканы и приводит факты, согласно которым количество прибывших беженцев в Грецию в 2016 году сократились с 6000 тысяч в день до менее 50: «Руководители ЕС имеют все основания утверждать, что им удалось полностью перекрыть миграционный маршрут через Западные Балканы. Меры, принятые в соответствии с решениями ЕС, лишили возможности использования балканского маршрута и подорвали бизнес по незаконной перевозке мигрантов». Но, как подчеркивает П.Вимон, у принятого Европейским советом плана действий по урегулированию миграционного кризиса есть слабые места: «его собственные недостатки и непредсказуемая природа сотрудничества между ЕС и Турцией, которая может вызвать заминку».
П. Вимон призывает ЕС признать в ближайшее время, что «все его решения по вопросам миграции должны носить рекомендательный характер и приниматься только с согласия стран-участниц».

### Мортен Лисборг — эксперт по вопросам миграции (Дания).
М. Лисборг в статье «Миграционная политика ЕС — это катастрофа» называет нынешнюю систему предоставления убежища дорогостоящей, несостоятельной, а также неэффективной в административном и практическом отношении, так как особенно сложно отправить домой тех просителей убежища, которым в нём было отказано.
М. Лисборг обращается к военной операции Европейского союза под названием «София» (2015 год), целью которой было нейтрализовать ливийскую сеть путем уничтожения судов, используемых для контрабанды, а также задержания тех, кто стоит за контрабандой людьми. Он также подчеркивает её неэффективность: «Проблема заключается в том, что цель не достигнута совершенно. Вместо того, чтобы побороть и нейтрализовать контрабандистов, военные суда ЕС, в основном, были по горло заняты спасением тысяч мигрантов, которых работящие ливийские контрабандисты беспрепятственно отправляли из страны».
«ЕС следует искать решения, при которых страны-члены независимо от миграционного давления сами определяли бы, сколько и каких мигрантов они могут и хотят принять» — завершает свою статью эксперт по вопросам миграции М. Лисборг.

### Модель миграционной политики Евросоюза по мнению Джорджа Сороса
В статье «Семь пунктов для спасения Европы» американский финансист, инвестор Джордж Сорос размышляет о судьбе европейской цивилизации. По его мнению, страны-члены ЕС принимают несогласованные меры миграционной политики, преследуя лишь собственные интересы зачастую в ущерб соседям.
Д. Сорос предлагает семь «эффективных альтернатив текущему подходу ЕС к проблеме беженцев»:
1) Евросоюз и все остальные страны мира должны принимать значительное число беженцев непосредственно из фронтовых стран, делая это безопасно и законным способом;
2) ЕС должен остановить прежде всего хаос на своих границах. Экстренная мера проста: предоставить Греции и Италии достаточно средств для помощи соискателям убежища, разъяснить местному населению, что приоритетной задачей должны быть поисково-спасательные операции (а не «охрана» границ);
3) ЕС нуждается в разработке финансовых инструментов, которые обеспечат достаточные средства для решения долгосрочных проблем;
4) ЕС необходимо создать общеевропейскую систему защиты границ и сформировать единый принцип предоставления убежища и расселения беженцев;
5) Создание согласованного механизма расселения беженцев по еврозоне;
6) Европейский союз и мировое сообщество должны активнее поддерживать зарубежные страны, которые принимают беженцев (финансовая поддержка странам, откуда приезжают мигранты);
7) Европа должна создать среду, в которой приветствуются разнообразие и экономическая миграция.

### Российские эксперты о провале миграционной политики ЕС
В сентябре 2016 года эксперты Валдайского клуба в докладе на тему «Шенген скорее жив, чем мёртв?» высказали свою убежденность в том, что в ЕС сформировались два «полюса» по отношению к проблеме наплыва беженцев — «европессимисты» и «еврооптимисты». По их мнению, «европессимисты» — это бывшие страны социалистического блока и Австрия, которые призывают к решению миграционных вопросов на уровне национальных властей. «Еврооптимисты» представлены Германией и отчасти Францией, которые призывают к поиску общесоюзного подхода.

## Рейтинг одобрения миграционной политики Европейского союза

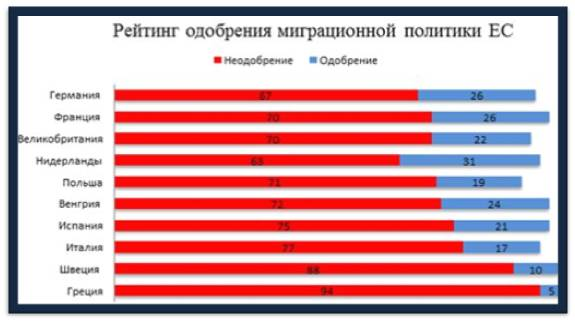
Рейтинг одобрения миграционной политики ЕС, 2016 год.

Большинство граждан стран-членов ЕС не одобряют методы и принципы, используемые ЕС для урегулирования миграционного кризиса. Все это свидетельствует о росте протестного потенциала среди европейского населения. Всё чаще проходят митинги против беженцев во всех странах Евросоюза. Нынешняя миграционная политика крупнейших стран ЕС приводит не только к социальному напряжению, но и ведёт к повышению уровня преступности. Многих беженцев обвиняют в воровстве, нанесении телесных повреждений, преступлениях сексуального характера. В сети имеется большое количество видеоматериалов, где показаны случаи нападения беженцев на женщин и пожилых людей.

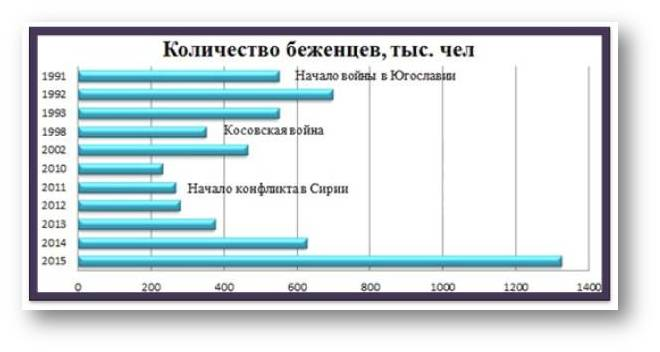
Количество принятых в Европу беженцев за 1991—2015 гг.

Одной из важнейших проблем, связанных с беспрерывным и плохо контролируемым потоком мигрантов, это рост террористической угрозы. Распространённое убеждение, что вместе с мигрантами происходит проникновение террористов и вербовщиков, не лишено оснований, поскольку более 50 % — это молодые мужчины из зон конфликтов, которые уже по прибытии в Европу могут пополнить ряды боевиков, составляющих так называемые «спящие ячейки», члены которых родились в Европе или уже долгое время проживают на её территории.
Наибольший протест выразили такие страны, как Греция (94%), Швеция (88%), Италия (77%).